# Santiago Zurbriggen
Santiago Zurbriggen (San Jerónimo Norte, 27 febbraio 1990) è un calciatore argentino, difensore del Monastir Kosmoto.

## Caratteristiche tecniche
È un terzino destro.

## Carriera
Cresciuto nelle giovanili dell'Unión (SF), debutta in prima squadra il 9 ottobre 2009 disputando il match vinto per 1-0 contro il Boca Unidos.
La sua prima rete la mette a segno il 9 marzo 2010, e risulta decisiva ai fini della vittoria per 2-1 contro il Platense.